# 赫伯特·斯宾塞
赫伯特·史賓賽（1820年4月27日—1903年12月8日），英國哲學家、心理学家、教育学家、社會學家与人类学家，社會達爾文主義的主要提出者，被誉为“19 世纪末最著名的欧洲知识分子”。
斯宾赛发明「適者生存」一词，并将其應用在社會學，尤其是教育及階級鬥爭。但是，他的著作對很多課題都有貢獻，包括規範、形而上學、宗教、政治、修辭、生物和心理學等等。在史賓賽的時代存在許多著名哲學家和科學家，譬如約翰·斯圖亞特·穆勒、托马斯·亨利·赫胥黎和查爾斯·達爾文都是當代知名的人物。

## 生平
赫伯特·斯宾塞出生於英國德比，是受尊敬的教育家喬治·史賓賽之子。出身於教育家庭（祖父與叔父都是教育家），年幼的他被鼓勵去學習。年紀很小的時候，他經常接觸並對學術課本及他父親的期刊發生興趣。13歲，他被父親送到巴斯附近的小鎮－辛頓查特修（Hinton Charterhouse）。那裡他叔父（Reverend Thomas Spencer）能夠為他提供正規教育。最初因為他覺得很悶並抗拒拉丁語及希臘語的課堂，所以他沒有跟隨叔父，甚至跑回家中。後來，從叔父身上學會並發展自己早期政治及經濟理念來回應叔父的激進改革觀點。1836年，叔父為他找到一份鐵路的土木工程師的職位。斯宾塞在工作中的體驗讓他停止在行業上的追求，反而覺得上司使工人過分勞累。他在這個時刻開始下定決心編寫文章。在他22歲之後的數年不斷拜訪叔父，並把有關政治信件發給一些激進報紙，譬如《非規範人》（The Nonconformist）。這是他正式開始參與傳媒及社會政治纂稿。這些稿件被彙編為他的著作《政府的適當權力範圍》（On The Proper Sphere of Government）。
這些早期著作顯示自由主義者對工人權益及政府責任的觀點。在斯宾塞的圈子內，他早已在自然定律上鼓勵多些理性。1851年，他這些的觀點在他的著作“社會靜態學”變得越來越成熟。當中內容強調個體力量對社會的重要性，但社會無可置疑地踐踏它。可是當中遺漏了他早期著作流行的對工人階級的憐憫之心及神的偉大設計。這就是斯宾塞開始確立對文明的視角，不是人類的人為建造方式，而是自然界中人類的自然有機產物。他曾在倫敦財經媒體《經濟學人》擔任副編輯五年，直到1853年時才離職開始投入專業寫作。及後數年，他的著作涵蓋了教育、科學、鐵路工業、人口爆炸及很多哲學和社會學的課題。
1855年，斯宾塞的《心理學原理》面世。它展示了思想理論是身體在生物學上的互補部份，而不是遙遙相對的部份。在這個模型中，人類智慧相對於身邊環境是緩慢地建立出來。這個對人類起源演變的立場疏遠了保守的出版者，使斯宾塞的著作被擱置一旁。編寫《心理學原理》的時候，斯宾塞曾往威爾士及法國旅遊，途中他的健康轉差到不能復元的地步。可能是因為長期勞累導致經常短暫睡眠，妨礙了他的漫長工作。當他責怪壓力及肺功能不健全時候，數年來的健康轉差使他倚賴嗎啡及鴉片。
儘管疲倦不斷增加，斯宾塞繼續寫作。1858年，他開始了一個涵蓋他整個演變哲學在和法律進展的大項目。他希望慢慢增加出版量以便能維護他長時期的生計，但他再無法透過定期發表來鞏固任何出版者的關係。幸運地，斯宾塞在這時間得到英國的知識分子的愛戴，並且得到了他理論著作的私人訂購名單，那便資助了他的生活和工作上的開支。在眾多知識分子當中，包括了受人尊敬的英國哲學家－湯瑪斯·亨利·赫胥黎，是他介紹斯宾塞加入“Ｘ會所”－是雲集一些受人尊敬的思想家的晚膳會所，其中一些思想家後來更成為皇家學會的主席。會員包括：哲學家約翰·道耳、銀行家／考古學家約翰·魯布克爵士、查爾斯·達爾文等等。透過這個組織，斯宾塞才能在科學家圈子中心出現，並保障他的評論得到了有力的聽眾。
1862年，斯宾塞出版《第一項原則》。它是現實中所有領域的根本準則的演變理論的展示。正是他早期理論的基礎信念。根據他的定義，演變是個不斷延續的過程，事物不斷改進為複雜和連貫的形式。這是斯宾塞哲學的主炮－是演變的一個已發展連貫架構的定義。在這一刻，他獲得國際聲譽及高度尊敬。他對人類立足於自然界的觀點是非常有影響力並得到廣泛認同。特別要指出一點，當他對各個科學有興趣的時候，他從未願意專注在一個領域內的研究，並很少參加科學實驗或調查。可能是因為他擁有豐富學識及很少專攻一科。這使他的觀點及著作容易理解並受到歡迎。他在“Ｘ會所”裡被稱呼為“詳盡的斯宾塞”，是因為他對課題鑽研的深度。但是他常常轉移項目，使他的影響力無遠弗屆。
60歲的斯宾塞健康非常差。1882年，他打破自己的不去教堂的慣例出席了查爾斯·達爾文的喪禮。1902年，他被提名競逐諾貝爾文學獎。他一生都投入寫作。享年83歲。

## 影響力
他一生的著作吸引很多讀者。1869年，他更可以依靠著作的收入維生。他的著作被翻譯了多國語言的版本，譬如：德語、義大利語、西班牙語、法語、俄羅斯語、日語、中文，並在歐洲北美等地得了很多榮譽。他的哲學證明了對政治保守派是有用的，不單是對社會階級架構的應用，也包括社會公義概念，當中強調對本性及行為的個體責任。斯宾塞支持“平等自由定律”，這是自由意志論的基本的原則。在不侵犯別人的權利下，每個個體可以根據自己的選擇而做事。很多美國高等法庭的裁判官面對政府勞資慣例出現限制的時候都根據這個原則來下定論。但是不只保守派利用斯宾塞的理論來宣揚自己的觀點。很多社會學家都套用他的理論來解釋階級戰爭。無政府主義者把它應用在個體自主的信念上。
斯宾塞對文學及修辭學也有很大影響力。他的《式樣哲學》（1852年）開創了寫作上形式主義的潮流。他高度關注英語句子的各個部份的正當排列，定立有效寫作的指引。斯宾塞的目標是把散文從“阻力與慣性”釋放出來。讀者不因吃力研討上文下理及句子的精確意義而緩慢下來。透過這樣方式作家能夠達到最高溝通效率。這成為修辭學上形式主義者最權威的支持。
1. 以「有機體」觀（living organism）解釋社會文化，即「有機比擬論」（organic analogy）
2. 以「進步觀」說明社會學發展過程（「社會達爾文主義」的最早提倡者）
3. 生活預備說（以成人為中心）；提出五種課程

## 著作
- 《政府的適當權力範圍》（On The Proper Sphere of Government，1842年）
- 《社会静力学》（1851年）
- 《人口理論》（A Theory of Population，1852年）
- 《款色哲學》（The Philosophy of Style，1852年）
- 《心理學原則》（Principles of Psychology，1855年）
- 《合成哲學系統（日语：総合哲学体系）》合成哲學系統 （页面存档备份，存于）（1860年）
  - 《第一項原則 （页面存档备份，存于）》，ISBN 0898757959（1862年）
  - 《規範資料 （页面存档备份，存于）》（1879年）
- 《社会学研究》（The Study of Sociology）（1874)
- 《教育论》（Education，1861年）
- 《人對國家》（1884年）
- 《自傳》（1904年）

## 譯本
光绪二十三年严复译有斯宾塞的《社会学研究》，又依《荀子》之言，“人之贵于禽兽者，以其能群也”，名为《群学肄言》。

## 參看
- 自由主義
- 自由理論
- 自由意志論
- 社会进步
- 功能主義 (社會學)

## 外部連結
- "Herbert Spencer" at the Stanford Encyclopedia of Philosophy （页面存档备份，存于）
- "First principles" Electronic Text Center, University of Virginia Library
- Extensive biography and overview of works
- Review materials for studying Herbert Spencer
- An article by Roderick Long （页面存档备份，存于） purporting to vindicate Spencer.
- The Internet Encyclopedia of Philosophy （页面存档备份，存于）
- Herbert Spencer的作品  - 古騰堡計劃

1. ↑  Thomas Eriksen and Finn Nielsen, A History of Anthropology (2001) p. 37.
2. ↑  "Spencer became the most famous philosopher of his time," says Henry L. Tischler, Introduction to Sociology (2010) p. 12.